# Mika Biermann
Pour les articles homonymes, voir Biermann.
Mika Biermann, né en 1959 à Bielefeld en Rhénanie du Nord-Westphalie, est un écrivain français d'origine allemande. Il vit et écrit à Marseille.

## Biographie
Mika Biermann naît en Allemagne en 1959. Après ses études de beaux-arts à Berlin, il s’installe à Marseille, où il apprend le français.
Il explore successivement la peinture, la photo, le dessin et l’écriture.  Aujourd’hui, il est conférencier aux musées de la ville de Marseille et commentateur pour diverses expositions (« La mythologie de l’ouest dans l’art américain », « Van Gogh-Monticelli », « De la scène au tableau »...).
Biermann écrit directement en français, dans lequel il développe une œuvre littéraire très particulière (burlesque) dans le paysage contemporain en détournant les codes du western dans Booming (2015). 
Un Blanc (2013), évoque l'histoire d'une expédition polaire déjantée où l’espace se trouve sens dessus dessous. 
Pour son troisième roman paru chez Anacharsis — Roi —, il aborde le genre du péplum (2016). Dans Trois jours dans la vie de Paul Cézanne, il donne sa propre vision du peintre d'Aix-en-Provence (2020). 
Mika Biermann est encore l’auteur de trois romans chez P.O.L : Palais à volonté (2014), Mikki et le village miniature (2015) et Sangs (2017), et également de Ville propre (2007), chez La Tangente.

## Œuvre
- Les Trente Jours de Marseille, Climats, 1996 (sous le nom de Michaël Biermann)
- Ville propre, La Tangente, 2007
- Un Blanc, Anacharsis, 2013
- Palais à volonté, P.O.L, 2014
- Booming, Anacharsis, 2015
- Mikki et le Village miniature, P.O.L, 2015
- Roi., Anacharsis, 2016 (lauréat du prix de la Page 111[3])
- Sangs, P.O.L, 2017
- Trois Jours dans la vie de Paul Cézanne, Anacharsis, 2020
- Trois Nuits dans la vie de Berthe Morisot, Anacharsis, 2021 (lauréat du prix de l'instant[4])
- Téké, Anarchasis, 2021
- Trois Femmes dans la vie de Vincent van Gogh, Anacharsis 2024
- J’, Anacharsis 2025[5]

### Préfacier
Tristan : tome 1, Le Philtre  (trad. du moyen français (1400-1600) par Isabelle Degage, préf. Mika Biermann), Toulouse, Anacharsis, 2019, 672 p. (ISBN 979-1-09201176-0)

## Récompenses
- 2017 : Prix de la page 111 pour Roi.[3]
- 2021 : Prix de l'instant pour Trois Nuits dans la vie de Berthe Morisot[4]